# Maciej Freimut
Maciej Freimut, född den 24 februari 1967 i Wąbrzeźno, Polen, är en polsk kanotist.
Han tog OS-silver i K-2 500 meter i samband med de olympiska kanottävlingarna 1992 i Barcelona.